# Berzovia
Berzovia (en hongrois : Zsidovin) est une commune roumaine du județ de Caraș-Severin.